# Ibrahim Shams
Ibrahim Hassanien Shams (arabiska: ابراهيم حسانين شمس), född 16 januari 1917 i Alexandria, död 16 januari 2001, var en egyptisk tyngdlyftare som tog OS-guld i lättvikt (67,5 kg) vid olympiska sommarspelen 1948 i London och en bronsmedalj i fjädervikt (60 kg) vid olympiska sommarspelen 1936 i Berlin. Han tog också två VM-guld och satte fem världsrekord under 1938 och 1939.